# Mason Gooding
Mason Gooding (Los Angeles, 14 de novembro de 1996) é um ator norte-americano. Filho do ator Cuba Gooding Jr., ele teve um papel recorrente na série de televisão Ballers (2018) e um papel principal na série de drama adolescente Love, Victor (2020–2022).

## Biografia
Gooding nasceu em 14 de novembro de 1996, em Los Angeles, Califórnia, filho de Cuba Gooding Jr. e Sara Kapfer. Seu avô paterno era Cuba Gooding Sr., ex-vocalista da banda de R&B, The Main Ingredient, e seu tio é o ator Omar Gooding. Seu bisavô paterno era originalmente de Barbados.
Gooding estudou na Windward High School, na Califórnia, onde jogou futebol americano por quatro anos. Ele se formou em 2015. Durante o ensino médio, seus principais interesses eram futebol e teatro. Ele queria começar a atuar após a formatura, mas decidiu cursar a faculdade depois de visitar seu pai no set em Nova York. Ele se matriculou na Tisch School of the Arts da Universidade de Nova Iorque para estudar escrita dramática e psicologia. Ele desistiu durante seu primeiro ano para continuar atuando em tempo integral.

## Filmografia

### Filmes
| Ano  | Título          | Papel             | Notas        |
| ---- | --------------- | ----------------- | ------------ |
| 2019 | Booksmart       | Nick Howland      |              |
| 2019 | Let It Snow     | Jeb               |              |
| 2022 | Scream          | Chad Meeks-Martin |              |
| 2022 | I Want You Back | Paul              |              |
| 2022 | Moonshot        | Calvin Riggs      |              |
| 2022 | Fall            | Dan Connor        |              |
| 2023 | Scream VI       | Chad Meeks-Martin | [ 8 ]        |
| 2024 | Y2K             |                   | Pós-produção |

### Televisão
| Ano       | Título                     | Papel          | Notas                                           |
| --------- | -------------------------- | -------------- | ----------------------------------------------- |
| 2017      | Spring Street              | Barista        | Episódio: "Whatever You Did, It's in the Past." |
| 2018      | Ballers                    | Parker Jones   | 3 episódios Papel recorrente                    |
| 2018      | The Good Doctor            | Billy Cayman   | Episódio: "Empathy"                             |
| 2020      | Everything's Gonna Be Okay | Luke           | 4 episódios Papel recorrente                    |
| 2020      | Star Trek: Picard          | Gabriel Hwang  | Episódio: "Stardust City Rag"                   |
| 2020–2022 | Love, Victor               | Andrew Spencer | 21 episódios Papel principal                    |
| 2022      | How I Met Your Father      | Ash            | Episódio: "The Good Mom"                        |